# 印度民族主义

印度国旗常作为印度民族主义的象征

印度民族主义是领土民族主义的一个例子，它包容印度所有人民，尽管他们的民族、语言和宗教背景各异。印度民族主义可以追溯到殖民之前的印度，但在印度独立运动期间得到充分发展，该运动为争取摆脱英国殖民统治的独立而展开斗争。通过这些团结的反殖民联盟和运动，印度民族主义在印度迅速获得广泛的支持。甘地、苏巴斯·钱德拉·鲍斯和贾瓦哈拉尔·尼赫鲁等独立运动人物成为印度民族主义运动的先锋。印度独立后，尼赫鲁及其继任者在面对与中国和巴基斯坦的边界战争时，继续推动印度民族主义。1971年印巴战争和孟加拉国解放战争后，印度民族主义达到独立后的顶峰。1980年代，宗教紧张局势达到临界点，印度民族主义在接下来的几十年里逐渐衰退。尽管印度民族主义的衰退和宗教民族主义的兴起，印度民族主义及其历史人物仍然深刻影响着印度的政治，并反映了对印度教民族主义和穆斯林民族主义的宗派分歧的反对。